# Международная автомобильная федерация
Международная автомобильная федерация (фр. Fédération Internationale de l'Automobile), FIA (ФИА) — некоммерческая организация, основанная 20 июня 1904 года для представления интересов автомобильных организаций и владельцев автомобилей.
Была первоначально основана как Association Internationale des Automobile Clubs Reconnus (AIACR), структура которой описывалась как международная организация национальных клубов. Штаб-квартира располагалась на Площади Согласия, Париж, Франция, ныне штаб-квартира располагается в Женеве, Швейцария. Состоит из 235 членов в 140 странах мира. С 2009 года президентом федерации являлся Жан Тодт. 17 декабря 2021 года президентом ФИА стал Мохаммед бен Сулайем.
Широкой общественности ФИА наиболее известна как управляющий орган по автомобильным гонкам. В 1922 году федерация передала организацию автогонок организации CSI (Commission Sportive Internationale), самостоятельному комитету, который позднее стал называться FISA (Fédération Internationale du Sport Automobile, ФИСА). Реструктуризация ФИА в 1993 году привела к исчезновению ФИСА, переведя автогонки под прямое управление ФИА.
Как и в случае с футбольным ФИФА и шахматным ФИДЕ, ФИА больше известна под своим французским акронимом, даже в англоговорящих странах, но иногда также переводится как International Automobile Federation.

## Структура

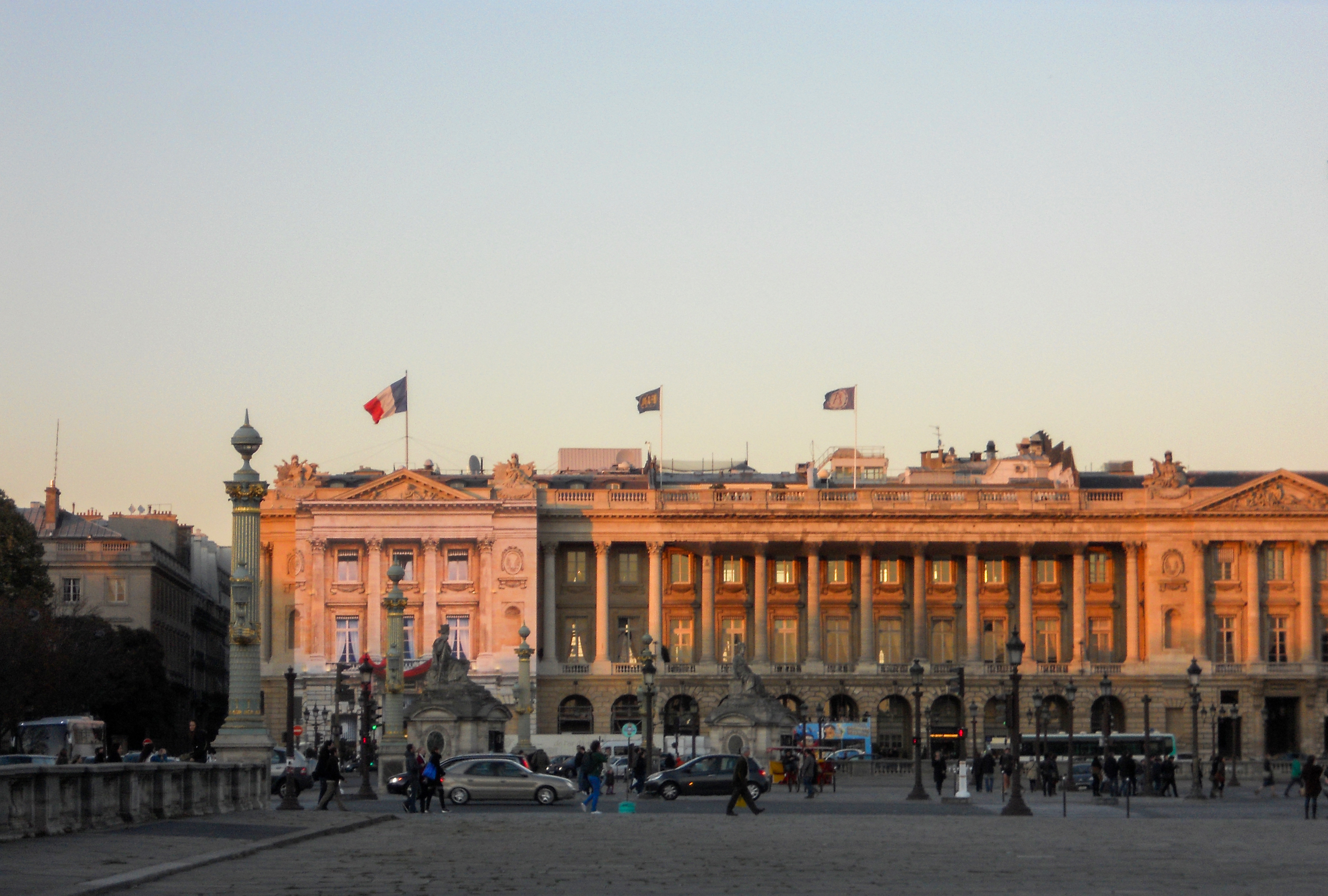
Штаб-квартира ФИА в Париже, на Площади Согласия

- Генеральная ассамблея ФИА — наивысший руководящий орган, состоящий из президентов многочисленных клубов-членов ФИА.
- Президент ФИА также служит председателем генеральной ассамблеи.
  - Заместитель президента по движимости и автомобилям.
    - Всемирный совет ФИА по движимости и автомобилям — управляет всей не относящейся к спорту деятельностью ФИА.
    - Комиссии по движимости и автомобилям.

  - Заместитель президента по спорту.
    - Всемирный совет ФИА по автоспорту — управляет всеми спортивными событиями, регламентированными ФИА.
    - Спортивные комиссии.
- Сенат ФИА.
- Международный апелляционный суд ФИА.
- Секретариат ФИА.

## История
В 1930-х годах под эгидой AIACR проходил чемпионат Европы, вершина автоспорта того времени.
В 1950 году ФИА организовала мировой чемпионат для водителей гоночных машин класса, известного сегодня как Формула-1. Дебютной гонкой нового турнира стал гран-при Великобритании 1950 года.
В 1953 году ФИА создала чемпионат мира для спортивных автомобилей. Стартовой стала гонка 12 часов Себринга 1953 года. Подсчёт очков в турнире изначально вёлся только для производителей. Начиная с 1981 года был добавлен и личный зачёт для пилотов. В 1982 году был введён новый технический регламент для прототипов группы C, с которым турнир просуществовал до 1992 года. После многолетнего перерыва был возрождён в 2012 году под новым названием — чемпионат мира по автогонкам на выносливость.
В 1956 году в ФИА принят Центральный автомотоклуб СССР.
С 1964 года ФИА проводит чемпионат мира по картингу. Первый розыгрыш одноэтапного турнира состоялся в Риме.
В 1973 году ФИА организовала первый мировой чемпионат по ралли. Ралли Монте-Карло 1973 года стало дебютным событием чемпионата мира по ралли. Первые четыре года итоги турнира подводились только в зачёте производителей. В 1977-1978 годах к нему добавился кубок ФИА для ралли-пилотов. И только с 1979 года стали определять чемпиона мира по ралли в личном зачёте.
В 1987 году состоялся первый розыгрыш чемпионата мира по автогонкам в классе Туринг. Но развития он не получил, возрождение турнира состоялось только в 2005 году, просуществовал до 2017 года, уступив место менее престижному кубку мира по автогонкам в классе Туринг. Кубок мира просуществовал всего пять сезонов, уступив место мировому туру.
В 2014 году ФИА учредила чемпионат мира по ралли-кроссу. Первый старт состоялся на португальском этапе 2014 года.
В 2017 году ФИА провела первый в истории интерконтинентальный кубок ФИА по дрифту под своей эгидой.
В декабре 2019 года ФИА объявила, что с сезона 2020/2021 Формула-E получит статус чемпионата мира.
С 2022 года ФИА ввела чемпионат мира по дисциплине ралли-рейд, дебютным этапом которого стало Ралли «Дакар-2022».

### Чемпионаты мира, проводимые под эгидой ФИА
Вершиной автоспорта в каждом виде гонок является чемпионат мира. Такой статус получают только избранные турниры, получившие всеобщее признание. Важное требования для чемпионатов мира — он должен быть многоэтапный, с гонками как минимум на трёх разных континентах (единственное исключение сделано для одноэтапного чемпионата мира по картингу). В данной таблице отражено в какие годы какой чемпионат мира проводила и проводит Международная автомобильная федерация:
| Турнир                                          | Личный зачёт    | Зачёт конструкторов/производителей | Зачёт команд |
| ----------------------------------------------- | --------------- | ---------------------------------- | ------------ |
| Действующие                                     |                 |                                    |              |
| Чемпионат мира «Формулы-1»                      | 1950-           | 1958-                              | -            |
| Чемпионат мира по картингу                      | 1964-           | -                                  | -            |
| Чемпионат мира по ралли                         | 1979-           | 1973-                              | -            |
| Чемпионат мира по автогонкам на выносливость    | 2012-           | 2012-                              | 2018-        |
| Чемпионат мира по ралли-кроссу                  | 2014-           | -                                  | 2014-        |
| Чемпионат мира «Формулы E»                      | 2020-           | -                                  | 2020-        |
| Чемпионат мира по ралли-рейдам                  | 2022-           | 2022-                              | -            |
| Бывшие                                          |                 |                                    |              |
| Всемирный чемпионат конструкторов автомобилей * | -               | 1925-1927                          | -            |
| Чемпионат мира по гонкам на спорткарах          | 1981-1992       | 1953-1984                          | 1985-1992    |
| Чемпионат мира по автогонкам в классе Туринг    | 1987, 2005—2017 | 2005-2017                          | 1987         |
| Чемпионат мира для автомобилей класса GT1       | 2010-2012       | -                                  | 2010-2012    |

↑  Организовывался AIACR (The Association Internationale des Automobile Clubs Reconnus, Международной ассоциацией признанных автомобильных клубов).

## Президенты
- Этьен ван Зёйлен ван Нейевелт (Étienne van Zuylen van Nyevelt, 1904—1931)
- Робер де Вогюэ (Robert de Vogüé, 1931—1936)
- Жеан де Роан-Шабо (Jehan de Rohan-Chabot, 1936—1958)
- Аделин де Лидекерк Бофор (Hadelin de Liedekerke Beaufort, 1958—1963)
- Филиппо Караччоло ди Кастаньето[фр.] (Filippo Caracciolo di Castagneto, 1963—1965)
- Уилфрид Эндрюс[англ.] (1965—1971)
- Амори де Мерод (Amaury de Merode, 1971—1975)
- Пауль Альфонс фон Меттерних-Виннебург[англ.] (1975—1985)
- Жан-Мари Балестр (1985—1993)
- Макс Мосли (1993—2009)
- Жан Тодт (2009—2021)
- Мохаммед бин Сулайем[англ.] (с 2021)

## Соревнования
Помимо чемпионатов мира, на текущий момент FIA регламентирует следующие спортивные соревнования:
- ФИА Формула-2
- ФИА Формула-3
- Кубок мира по автогонкам в классе Туринг
- Чемпионат Европы по гонкам грузовиков[англ.]
- Кубок мира по ралли-рейдам
- Чемпионат Европы по дрэг-рейсингу
- Чемпионат Европы по автокроссу
- Чемпионат Европы по ралли-кроссу[англ.]
- Чемпионат Европы по ралли
- Кубок Европы по ралли
- Чемпионат Ближнего Востока по ралли
- Чемпионат Африки по ралли
- Чемпионат Азиатско-Тихоокеанского региона по ралли
- Чемпионат Европы по подъёму на холм
- Кубок Европы по подъёму на холм
- Европейская серия по подъёму на холм
- Интернациональная серия по подъёму на холм
- Трофей Lurani по автогонкам для гоночных автомобилей класса Формула Юниор
- Интерконтинентальный кубок ФИА по дрифту
- Кубок ФИА по е-ралли
- Чемпионат ФИА для исторических автомобилей класса Формула-1
- Чемпионат ФИА по подъёму на холм для исторических автомобилей
- Чемпионат Европы по ралли для исторических автомобилей
- Трофей ФИА по ралли для исторических автомобилей